# Einöd (Homburg)
Einöd (im örtlichen Dialekt Ehnedd) ist ein Stadtteil der saarländischen Kreisstadt Homburg im Saarpfalz-Kreis. Bis Ende 1973 war Einöd eine eigenständige Gemeinde im Landkreis Homburg.

## Geographie

### Lage
Einöd grenzt im Osten an den Zweibrücker Stadtteil Ernstweiler in Rheinland-Pfalz und liegt in der Nähe von Homburg. Nach der naturräumlichen Gliederung liegt der Ort im Übergang der Sickinger Höhe zum Homburger Becken und zum Bliesgau auf einer Höhe von 225 m ü. NHN.

### Ortsteile

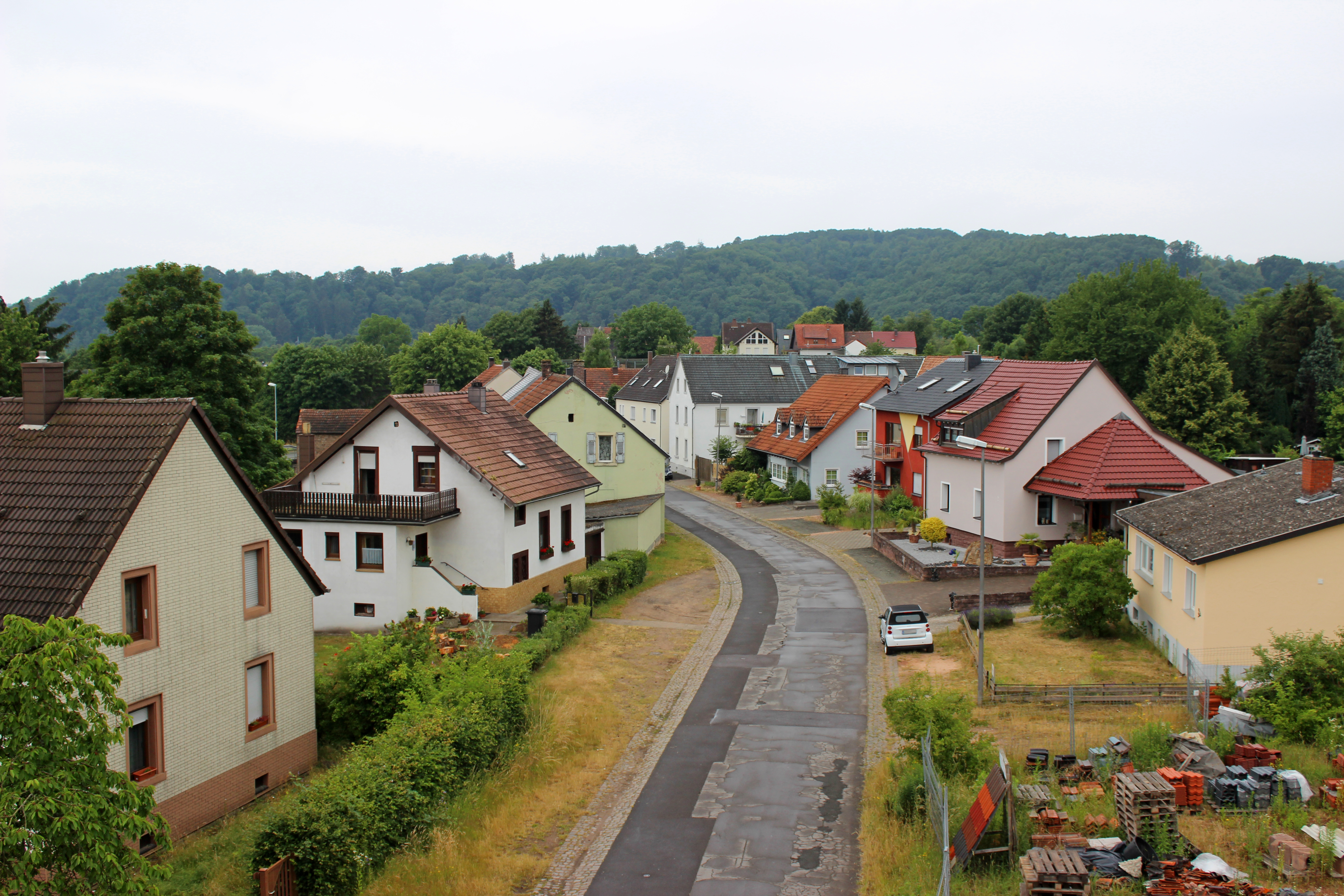
Ortsteil Ingweiler

Der Stadtteil besteht aus den Ortsteilen Einöd, Ingweiler und Schwarzenacker.

## Geschichte
Nahe der Mündung des Schwarzbachs in die Blies wurden 1928 in der Talaue südlich von Einöd die Fundamente der Alten Burg, einer salierzeitlichen Turmhügelburg freigelegt. Zugleich fand man als Spolien vermauerte Bruchstücke von Reliefs, die einem römischen Heiligtum zuzuordnen sind. Seine erste urkundliche Erwähnung fand der Ort am 3. Juni 1290 als Eynot.

### Eingemeindung
Im Zuge der saarländischen Gebiets- und Verwaltungsreform kamen die bis dahin eigenständigen Gemeinden Einöd (mit Ingweiler und Schwarzenacker), Wörschweiler, Kirrberg und Jägersburg am 1. Januar 1974 zur Kreisstadt Homburg.

### Einwohner
Mit 3.571 Einwohnern ist Einöd der größte Gemeindebezirk der Stadt Homburg. Davon entfallen auf die Orts- bzw. Stadtteile: Einöd 2.805, Ingweiler 156 und Schwarzenacker 610 Einwohner (Stand: 1. Oktober 2024).

## Politik
Einöd besitzt heute den Status eines Gemeindebezirks mit eigenem Ortsvorsteher und eigenen Ortsräten, die allerdings den Stadtrat nur beratend unterstützen.
Dem Gemeindebezirk Einöd – bestehend aus Einöd, Ingweiler und Schwarzenacker – steht seit August 2004 als Ortsvorsteher Karl Schuberth (SPD) vor; sein Stellvertreter ist Ulrich Fremgen (SPD). Im jetzigen Ortsrat Einöd (gewählt im Mai 2014) stellen die SPD acht und die CDU zwei Mitglieder sowie die FWG ein Mitglied.

## Verkehr
Einöd ist durch eine Anschlussstelle der Autobahn 8 an das deutsche Fernstraßennetz angebunden. Zudem verläuft die Bundesstraße 423 durch den Ortskern von Einöd. 1857 erhielt der Ort mit Eröffnung der Bahnstrecke Homburg–Zweibrücken Anschluss an das Eisenbahnnetz; mit Einöd und Schwarzenacker besaß er zwei Bahnhöfe entlang der Strecke. Letzterer wurde 1866 mit Eröffnung der Würzbachbahn zum Bahnknotenpunkt, weist jedoch seit 1991 keinen Bahnverkehr mehr auf. Es ist jedoch geplant die Bahnstrecke nach Homburg zu reaktivieren, um die bisher in Homburg endende S-Bahn Linie S1 der S-Bahn RheinNeckar über diese Strecke bis nach Zweibrücken verlängern zu können.
Der Ortsteil wird von der Bahnstrecke Landau–Rohrbach tangiert. Nachdem in den 1980er Jahren der Bahnhof Einöd (Saar) stillgelegt worden war, gibt es seit Dezember 2009 unter der Bezeichnung Einöd (Saar) wieder einen Haltepunkt in Einöd. Außerdem verkehren in Einöd zwei Buslinien, eine davon im Halbstundentakt.
| Linie | Linienverlauf                                                          | Takt          | Betreiber       |
| ----- | ---------------------------------------------------------------------- | ------------- | --------------- |
| 562   | Blieskastel – Webenheim – Einöd – Zweibrücken                          | /             | Bliestalverkehr |
| R7    | Homburg – Schwarzenbach – Einöd – Zweibrücken                          | halbstündlich | Saar-Mobil      |
| RB 68 | Saarbrücken – St. Ingbert – Bierbach – Einöd – Zweibrücken – Pirmasens | stündlich     | DB Regio Mitte  |

## Vereine

### Spvgg 1919 Einöd – Ingweiler
Der ortsansässige Verein, die Spvgg 1919 Einöd-Ingweiler stellt derzeit zwei aktive Herrenmannschaften sowie eine Frauenmannschaft. Von G-Jugend bis zur A-Jugend sind alle Jugendmannschaften vertreten. Die Vereinsfarben sind Weiß-Blau. Der Spielbetrieb findet auf einem Kunstrasenplatz statt in der Karl-Leibrock-Straße statt. Der Verein stellt zudem 15 Vereinsschiedsrichter. Mit Manuel Brell (DFB-Beach-Soccer), Giuseppe Geraci (B-Junioren Bundesliga) und Jenny Wannemacher (B-Juniorinnen Bundesliga) stellt der Verein als einziger im Saarland drei DFB-Schiedsrichter.
Als großer Erfolg zählt der Aufstieg in die Verbandsliga Nord/Ost am Ende der Saison 2017/18.

## Sonstiges
Die Enedder  Kerb findet traditionell jedes Jahr am dritten Wochenende im September statt. Die Bewohner Einöds werden oft mit dem Spitznamen Enedder Jochnächel (Jochnägel) bedacht. Das alle zwei Jahre im Juli stattfindende Dorffest trägt daher den Namen Jochnachelfeschd.
Die Gemarkung des Stadtteiles Einöd ist Teil des Biosphärenreservats Bliesgau. Im Reservat bildet das in Einöd gelegene Pfänderbachtal mit 45 Hektar eine Kernzone. Am 26. Mai 2009 wurde der Bliesgau durch die UNESCO als deutsches Biosphärenreservat anerkannt.

## Persönlichkeiten

### In Einöd geboren
- Friedrich Burger (1879–1939), bayerischer Landtagsabgeordneter
- Gertrud Wetzel (1914–1994), Politikerin und Landtagsabgeordnete in Rheinland-Pfalz
- Erni Deutsch-Einöder (1917–1997), Schriftstellerin
- Georg Hüssler (1921–2013), römisch-katholischer Priester
- Horst Ehrmantraut (* 1955), ehemaliger Profifußballer und Bundesligatrainer

### Mit Einöd verbunden
- Sevim Kaya-Karadağ (* 1972), Politikerin (SPD), wuchs in Einöd auf und war Mitglied des Ortsrates von Einöd